# Hochkogel (Ybbstaler Alpen, Lunz)
Der Hochkogel ist ein 951 m ü. A. hoher Berg nördlich von Lunz am See in Niederösterreich.
Der im Norden der Katastralgemeinde Weißenbach liegende, bewaldete Berg ist touristisch nicht erschlossen. Er ist aber dennoch von großem Interesse, weil unter ihm die II. Wiener Hochquellenleitung verläuft, für die hier der Berg durchbohrt wurde. Da bei stärkeren Regenfällen in Mausrodl manchmal auch „blinde Fische“ aus dem Berg gespült wurden, schenkte man beim Bau des Tunnels der Geologie besondere Beachtung.